# 柴田勝家
柴田 勝家（しばた かついえ）は、戦国時代から安土桃山時代にかけての武将・大名。織田氏の宿老であり、主君・織田信長に従い、天下統一事業に貢献した。

## 生涯

### 織田信秀時代

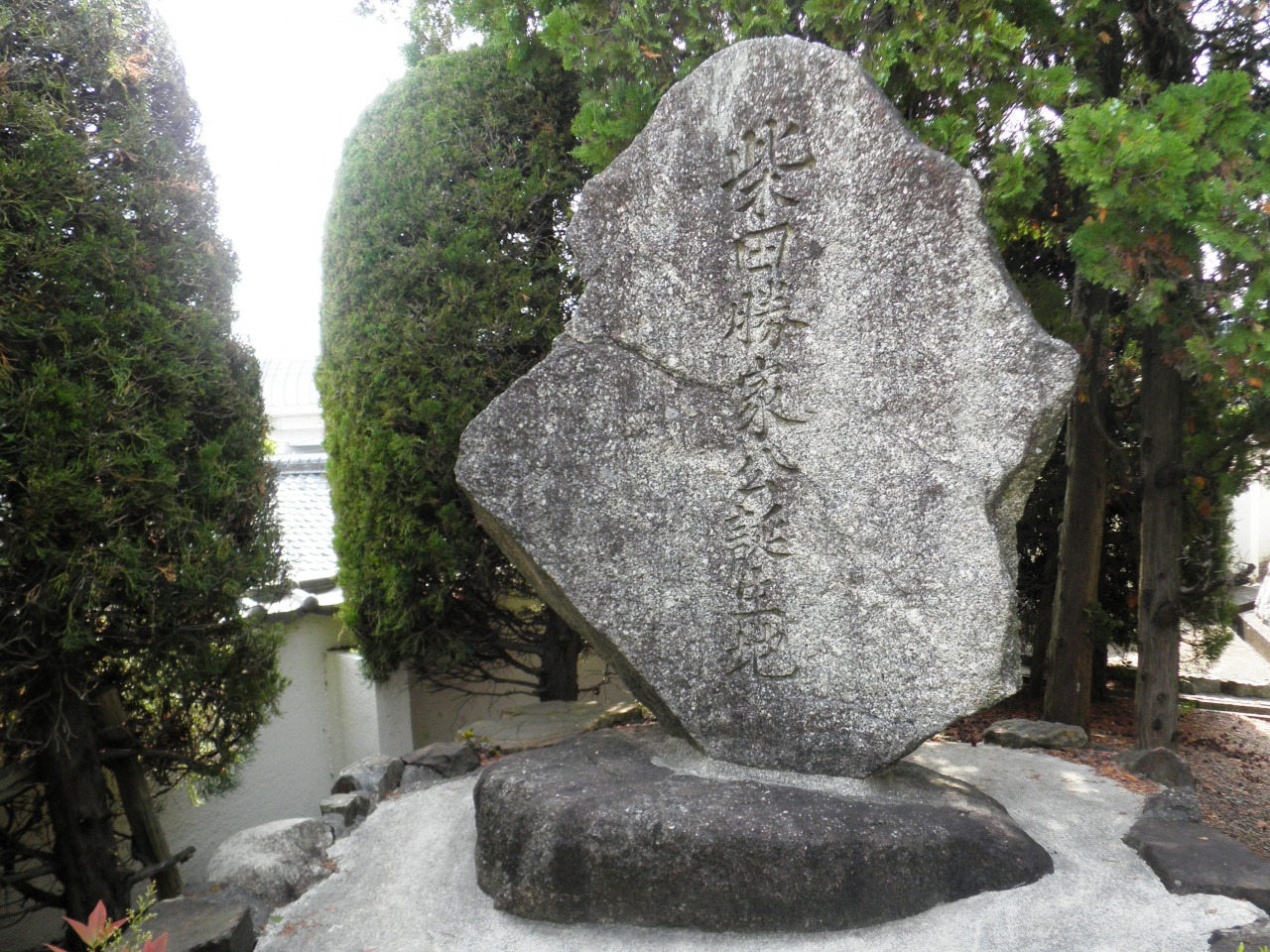
下社城址に立つ柴田勝家誕生地の碑（愛知県名古屋市名東区陸前町の明徳寺）

大永2年（1522年）『張州府誌』によると尾張国愛知郡上社村（現・愛知県名古屋市名東区）で生まれる。生年には大永6年（1526年）説や大永7年（1527年）説もあり、明確ではない。出自は不明で柴田勝義の子といわれるが、確実な資料はない。おそらく土豪階層の家の出身であると思われる。
若いころから織田信秀の家臣として仕え、尾張国愛知郡下社村を領したという。地位はわからないが織田信長の家督継承のころには織田家の重鎮であった。
天文20年（1551年）、信秀が死去すると、子・織田信勝（信行）に家老として仕えた。

### 織田信行時代
天文21年（1552年）、尾張下四郡を支配する守護代で清洲城主・織田信友との戦いでは、中条家忠とともに敵方の家老・坂井甚介を討ち取り、翌年には清洲城攻めで大将格で出陣し、30騎を討ち取る武功を立てた（萱津の戦い）。
信勝を信秀の後継者にしようと林秀貞と共に画策し織田信長の排除を試み、弘治2年（1556年）8月に勝家は1,000人を率いて戦うが、信長との戦いに敗れて、降伏した（稲生の戦い）。この時は信長・信勝兄弟の生母・土田御前の強い願いで赦免され、信勝・勝家・津々木蔵人は、墨衣で清州城に上り土田御前とともに、信長に礼を述べた（『信長公記』首巻）。以後は信長の実力を認め、稲生の敗戦後、信勝が新参の津々木蔵人を重用し勝家を軽んじるようになったこともあって、信勝を見限った。弘治3年（1557年）、信勝が又も信長の排除を目論んで謀反の計画を企んだときには信長に事前に密告し、信長は仮病を装い信勝は11月2日に清州城に見舞いにおびき出され河尻秀隆らに殺害された。信勝の遺児・津田信澄は、信長の命令により勝家が養育することになった。

### 織田信長時代
信勝の死後、罪を許され、信長の家臣となった。しかし、信勝に与して信長に逆らったことが響いたのか、信長の尾張統一戦や桶狭間の戦い、美濃斎藤氏攻めでは用いられなかった。ただし、永禄8年（1565年）7月15日付と推定される尾張国の寂光院宛に出された所領安堵の文書には、丹羽長秀・佐々主知（成政の一族）とともに署名しており、このころには信長の奉行の1人であった。
永禄11年（1568年）、上洛作戦になって再度重用され、畿内平定戦などでは常に織田軍の4人の先鋒の武将として参加し（勝竜寺城の戦いなど）、信長の最精鋭として武功を挙げた。11月までは先方武将4人が京都の軍政を担当したが、幕府奉公衆に任せ、信長とともに岐阜に引き上げる。
永禄12年（1569年）1月、三好三人衆による本圀寺の変の際に信長と共に再度来京し、4月上旬まで京都・畿内行政に担当5人の内としてあたった。同年8月、南伊勢5郡を支配する北畠氏との戦に参加する。
元亀元年（1570年）4月、浅井長政が信長から離反すると5月には六角義賢が琵琶湖南岸に再進出し、岐阜への道を絶った。信長は南岸確保のため6人の武将を各城に配置することとし、まず江南に4人が置かれた。勝家は長光寺城に配属され、同月下旬には六角勢と戦闘となったが、佐久間信盛、森可成、中川重政と共に撃退した。6月、浅井・朝倉との姉川の戦いに従軍する。
同年8月から9月の野田・福島の戦いで三好三人衆が四国から攻め上り総軍で対峙する中、石山本願寺が突如敵対し、混戦となる。その後半に、朝倉・浅井連合軍が3万の大軍で山科、醍醐を焼きつつ京都将軍御所を目指して進軍した。『言継卿記』によると、勝家と明智光秀が守備のため京都へ戻されたが、勝家が事態を重大視して信長に進言し、23日に総軍で野田・福島から退却し強行軍で同日夜半に京都に戻り、志賀の陣となる。12月、信長は足利義昭に依頼し、朝廷が仲介する形で浅井・朝倉との和睦に持ち込む。
元亀2年（1571年）5月、石山本願寺に呼応した長島一向一揆を鎮圧に向かう。退却の際、勝家の隊は殿を務めたが、大河と山に挟まれた狙いやすい箇所で一揆勢が襲い掛かり、傷を負い勝家は旗指物まで奪われた。
すぐ、氏家直元（卜全）が交代したが小勢であり対応できず、氏家と多くが戦死する。9月の比叡山焼き討ちでは殺戮戦に加わる。
元亀4年（1573年）2月、信長と対立した将軍・義昭が石山と今堅田の砦に兵を入れると、勝家を含めた4武将が攻撃してこれらを陥落させた（石山城・今堅田城の戦い）。信長は将軍を重んじ、義昭との講和交渉を進めるが、成立寸前で松永久秀の妨害で破綻する。
4月、信長自ら出陣し、義昭への脅しのために上京に放火させた際は、勝家も参加している。なお、この時に信長は下京に対しても矢銭を要求した。この際に下京側が作成した矢銭の献金予定リスト（「下京出入之帳」）には信長個人へ献上する銀250枚に続いて勝家個人とその配下に合計銀190枚を送ることが記載されている。また、同月に信長と義昭が一時的に和睦した際に交わされた起請文には織田家の重臣として勝家は林秀貞・佐久間信盛・滝川一益ならび美濃三人衆とともに署名し、勝家と林ら3名は当時の織田家の年寄（重臣）の地位にあったことをうかがわせる。
7月、義昭は槙島城に、義昭の側近・三淵藤英は二条御所にそれぞれ立て籠もったが、勝家は藤英を説得し、二条御所を開城させた。なお、7月1日には信長は4月に下京に命じていた矢銭の献上を免除しているが、勝家は4日付でこの内容を保証する副状を下京側に発給している。
その後、勝家は自身も加わった7万という人数で義昭が籠る槙島城を総攻撃し、降伏させた。義昭は追放され、室町幕府は事実上滅びるが、毛利輝元ら毛利氏に保護された義昭により信長包囲網が敷かれると、織田軍の有力武将として近江国・摂津国など各地を転戦する。
天正元年（1573年）8月の一乗谷城の戦いは、信長軍総動員となり朝倉氏を滅ぼした。勝家は、その後の北近江の小谷城の戦いにも参加したが、その際の先鋒は羽柴秀吉が務めた。
同年9月に、2度目の長島攻めに参加している。長島の西方の呼応する敵城を勝家も参戦し桑名の西別所城、酒井城を落とす。長島は大湊の船が十分確保できず退却する。2年前の勝家負傷と同所で殿の林通政隊が一揆勢に襲われ林と多数が戦死する。
天正2年（1574年）、多聞山城の留守番役に細川藤孝に続き、3月9日から勝家が入る。
同年7月、3度目の最終戦の長島攻めに参軍し、総員7万の大軍で兵糧攻めで助命を約束に開城したところをだまし討ちで殲滅する。三手の内の賀鳥口（右翼）を佐久間信盛と共に指揮した。
天正3年（1575年）、高屋城の戦い、長篠の戦いにも参加する。
朝倉氏滅亡後、信長は朝倉旧臣・前波吉継を越前国の守護としたが、同じく朝倉旧臣の富田長繁はそれに反発して土一揆を起こして前波を討ち取った。しかしその後の富田の態度から一揆勢は富田と手を切ることとし、加賀国の一向一揆の指導者である七里頼周を誘って、新たに越前一向一揆を起こして富田に襲いかかり、動乱の中で富田は家臣に射殺され越前は一揆持ちの国となった。信長はこれに総軍を率いて出陣し、一向一揆を殲滅戦で平定した。9月、信長は越前国掟全9条（原書には「掟条々」）とともに勝家は越前国八郡49万石、北ノ庄城（現在の福井市）を与えられた。このとき簗田広正に切りとり次第の形で加賀一国支配権が与えられるが信長が帰陣すると、一揆が蜂起し、小身の簗田は抑えられず信長に見限られ尾張に戻される。
天正4年（1576年）、勝家は北陸方面軍司令官に任命され、前田利家・佐々成政・不破光治らの与力を付けられ、90年間一揆持ちだった加賀国の平定を任される。なお、従前の領地の近江国蒲生郡と居城長光寺城は収公され、蒲生賢秀、永田景弘らは与力から外されている 。このころから信長は上級権力だが直轄ではなくなり、越前支配の大名として独自性が見られる。3月3日領国支配の基本方針の掟書黒印状を出す。これは他の織田家重臣には見られない。
天正5年（1577年）7月、越後国の上杉謙信が加賀国にまで進出してきた。この時、勝家は軍議で羽柴秀吉と衝突、仲違いし、秀吉は信長の許可を得ることもなく戦線を離脱してしまい足並みが乱れる。勝家は七尾城の救援に向かうが間に合わずに七尾城が陥落したため、周辺の拠点に放火しつつ退却した。退却中の9月23日、手取川で上杉軍の襲撃を受ける（手取川の戦い）。勝家側が千人余り打ち取られたという話も、9月26日付謙信書状のみに書かれているが、他の史料に記載は無く小戦とも見られ不明である。そして天正6年（1578年）に謙信が死去すると、織田信忠軍の将・斎藤利治が越中中部から上杉軍を逐った。
天正8年（1580年）3月、信長と本願寺に講和が結ばれた途端に北陸方面は活発化し、勝家は一向一揆の司令塔金沢御堂を攻め滅ぼして、軍を北加賀・越中境まで進めた。一向一揆を制圧して、天正8年（1580年）11月、ついに加賀を平定する。さらにその勢いのまま能登国・越中国にも進出を果たす。また、佐久間信盛が失脚したことによって、名実ともに織田家の筆頭家老に位置することになる。
翌天正9年（1581年）2月28日、信長の京都御馬揃えでは与力の前田利家ら越前衆を率いて上洛し、参加した（『信長公記』）。また、このころから対上杉政策の為か、伊達氏の家臣・遠藤基信と連絡を盛んに取り、伊達氏との外交政策の一端を担っている（伊達治家記録など）。
天正10年（1582年）3月から上杉氏方の越中国の魚津城・松倉城（富山県魚津市）を攻囲していた。6月2日未明、本能寺の変があって信長が横死するが、これを知らぬまま6月3日に魚津城は陥落した（魚津城の戦い）。事件を知り6日の夜からただちに全軍撤退して北ノ庄城へ戻った。6月10日付の溝口半左衛門への書状では、勝家は光秀が近江に駐屯していると認識し（実際には8日に近江・安土を発ち、9日には山城の京都にいた）、大坂にいた丹羽長秀と連携して、光秀を討つ計画を伝えている。しかし上杉側が変を知り、失地回復に越中・能登の国衆を煽り動けず、やっと18日に近江に出動するが、すでに中国大返しを行った秀吉の軍が光秀を討っていた。

### 清洲会議
本能寺の変後の清洲会議で、織田氏の後継者問題では秀吉への対抗もあり、信長の三男・織田信孝を推したが、明智光秀を討伐したことで実績や発言力が大きかった秀吉が信長の嫡孫・三法師（後の織田秀信）を擁立したため、織田氏の家督は三法師が継ぐこととなった。ただし、近年になって勝家が三法師の後継に反対して信孝を擁立したとする話は『川角太閤記』による創作であって、実際には三法師を後継者にすること自体には秀吉・勝家らの間で異論はなく、清洲会議の開催そのものが三法師の存在を前提にしていた、とする説も出されている。
信長の遺領配分においても、河内や丹波・山城を増領した秀吉に対し、勝家は北近江3郡と長浜城（現在の長浜市）を新たに得たが、勝家と秀吉の立場は逆転してしまった。清洲会議の結果、3歳の三法師に叔父・織田信雄と信孝が後見人となり、信雄が尾張、伊賀、南伊勢、信孝が美濃を領有し、これを羽柴秀吉、柴田勝家、丹羽長秀、池田恒興の4重臣が補佐する体制となった。
また、この会議で諸将の承諾を得て、勝家は信長の妹・お市の方と結婚している。従来は信孝の仲介とされて来たが、勝家の書状で「秀吉と申し合わせ…主筋の者との結婚へ皆の承諾を得た」とあり、勝家のお市への意向を汲んで、清洲会議の沙汰への勝家の不満の抑えもあり、秀吉が動いたと指摘されている(『南行雑録』所収堀秀政宛て天正10年（1582年）10月6日勝家書状「覚書」)。
清洲会議終了後、勢力を増した秀吉と勝家など他の織田家重臣との抗争が始まる。勝家は滝川一益、織田信孝と手を結んで秀吉と対抗する。だが、秀吉は長浜城の勝家の養子の柴田勝豊を圧迫したうえ、懐柔した。次には岐阜の織田信孝を攻め囲んで、屈服させる。
天正11年（1583年）正月、秀吉は滝川一益の北伊勢を7万の大軍で攻めるが、一益は3月まで対峙する。

### 最期

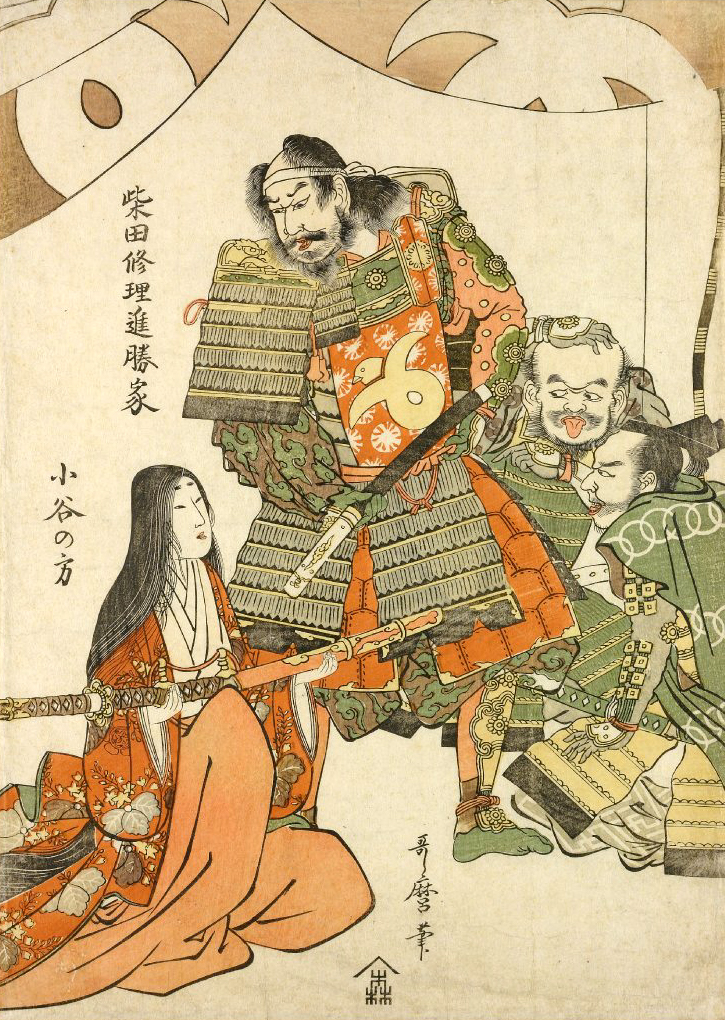
喜多川歌麿画

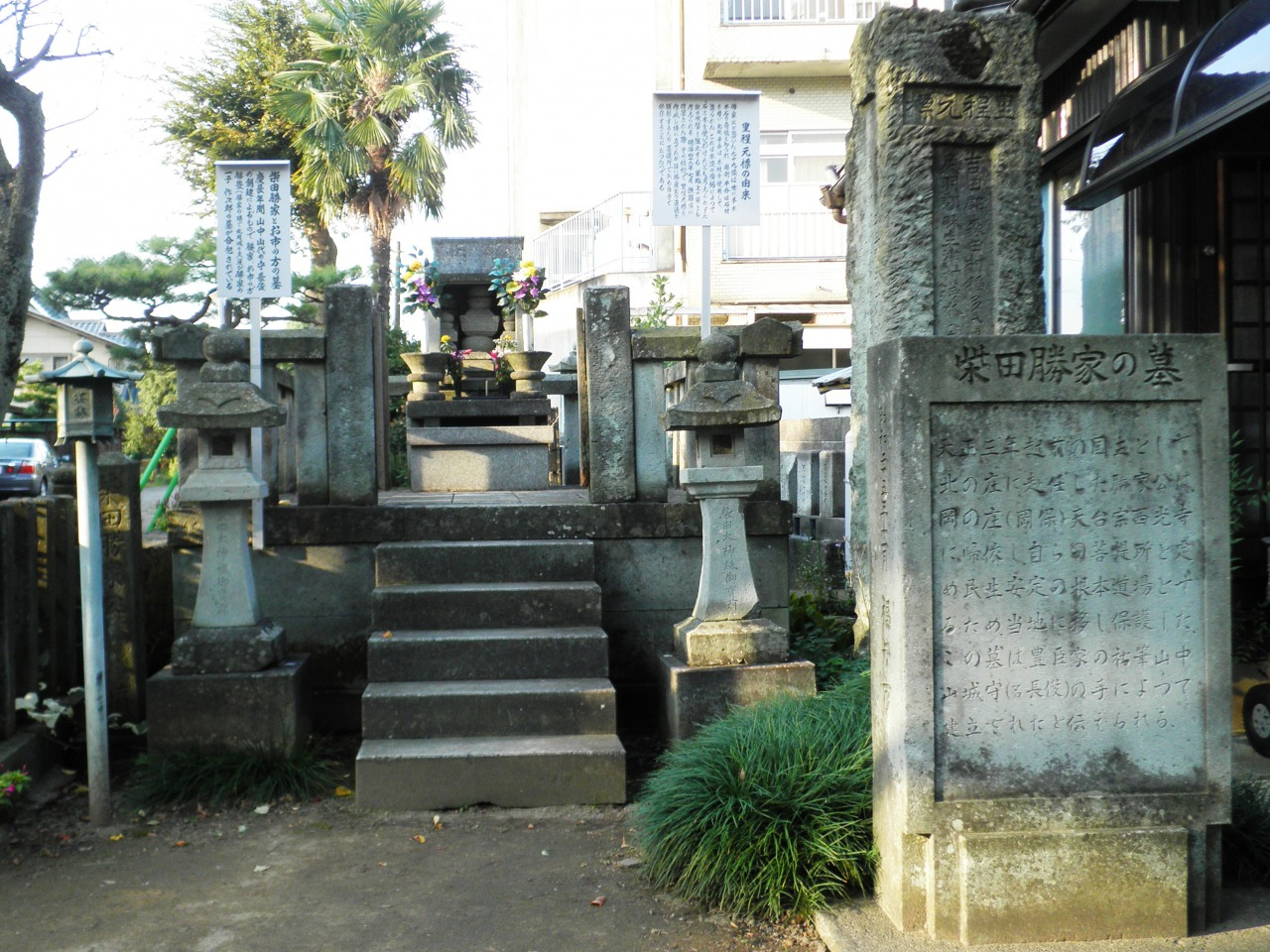
西光寺にある柴田勝家の墓（福井県福井市左内町）

天正11年（1583年）3月12日、勝家は北近江に出兵し、北伊勢から戻った秀吉と対峙する（賤ヶ岳の戦い）。事前に勝家は、毛利輝元に庇護されている足利義昭に戦況を説明し、毛利軍とともに出兵を促す書状を毛利を介して出し背後を突かせようとしていたが、義昭は呼応しようしたものの、毛利氏が動かなかった。同様の働きかけは、3月ごろに高野山にもしており、各地にしたようだが実を結ばなかった（『古証文』所収勝家書状」）。
4月16日、秀吉に降伏していた織田信孝が伊勢の滝川一益と結び再び挙兵し、秀吉は岐阜へ向かい勝家は賤ヶ岳の大岩山砦への攻撃を始めるが、美濃大返しを敢行した秀吉に敗れた。
4月24日、勝家は北ノ庄城にて、お市らとともに自害した（北ノ庄城の戦い）。享年62。
辞世は「夏の夜の　夢路はかなき　跡の名を　雲井にあげよ　山郭公 （やまほととぎす）」。
勝家の最期は、『毛利家文書』とそれに所収された秀吉書状に、このように描かれている。

## 人物
ルイス・フロイスの勝家評は以下である。
- 「信長の重立ちたる将軍二人中の一人」[28]

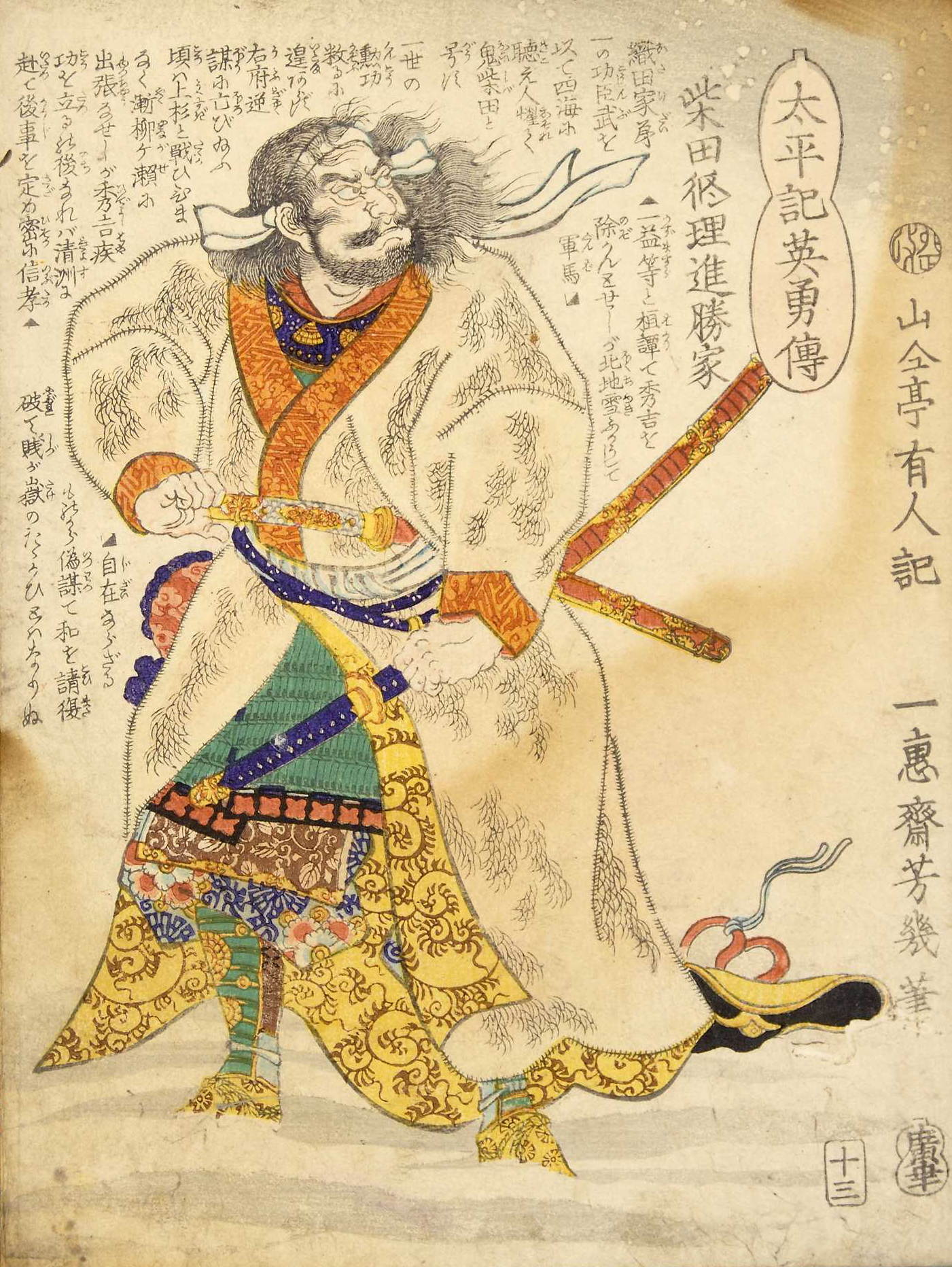
「太平記英勇伝十三」落合芳幾画

- 「はなはだ勇猛な武将であり、一生を軍事に費やした人」「信長の時代の日本でもっとも勇猛な武将であり果敢な人」[29]
- 「彼は禅宗であるが、他の宗旨を憎まず」[30]
- フロイスたちの越前でのキリスト教の布教については、いっさい妨害はしないが手助けもしない、教えが広まるかどうかは宣教師たちの「テガラシダイ（手柄次第）」だと述べたという[30]。

フロイス『日本報告』は、賤ヶ岳の闘いの敗戦ののちの北ノ庄城での柴田勝家が、離反した家臣に対して恨み言は言わず、また最後まで付き添ってきた家臣たちには、生き延びることを許し、むしろそれを喜ぶこと、また、今生においてはこれまでの家臣たちの愛情に報いるすべがないことへの嘆きを収載しており、勝家の温情ある人柄を伝えている。また、これに類する話が前田家家臣の村井重頼の覚書にも記されている

## 江戸期の編纂書・軍記や伝承の説話
- ある時、信長が勝家を常任の先陣大将に任じようとすると勝家は辞した。信長はさらに強いて大将にした。その後、安土城下で勝家の隊の行列に信長の旗本が衝突、勝家はこの旗本を無礼と殺した。これに信長は激怒したが勝家は「故に拙者は先に辞退したのです。先陣の大将たる者にはそれほどの権威を持たせて下さらねば務まるものではございませぬ」と答え、信長もこの勝家の道理には負けて言葉を返せなかった（『常山紀談』）[32]。
- 武骨の性格で、その秀でた武勇から鬼柴田と呼ばれ、江戸中期の随筆『翁草』の小唄の1節に秀吉らとともに、勝家は戦場における突進力では随一という意味でかかれ柴田と評されている[33]。
- 籠城戦の最中、最後に残された水を振る舞った後、水甕を突き割って城中の兵士の決死の覚悟を固めさせた上で、城外に打って出て死中に活を得た甕割り柴田の逸話がある[34]。
- 『明智軍記』の創作で史実ではないが、土一揆の刀を没収し、それらを鋳潰して､鉄の鎖を製り、舟をつなぎあわせて、九頭竜川に舟橋をこしらえ、秀吉の刀狩りの先鞭をつけた。知恵柴田の逸話がある[34]。
- 『武家事紀』に、あるとき勝家が前田利家に「今、上方で明智光秀や菅屋九右衛門などという者が出世して諸事に口出ししていると聞くが、自分は信長に仕えて今に至るまで、戦功およそ二十四度に及ぶから、誰々が出世したといっても心許ないことだ」と語ったという逸話が載せられている[35]。
- 織田信秀から相伝の「姥口釜」を勝家自身が信長に直訴することによって拝領したことが確認できる（『当代記』天正9年2月15日条）（「川角太閤記」）[36]。このほか、信長から拝領されたという伝承のある｢柴田井戸｣という茶碗が現存する[37]。このように信長から｢御道具｣を拝領されていた可能性があるが、信長が下賜した名物を使用した茶会である｢御茶之湯｣[38] に関しては許可された可能性は確認することができない[36]。
- 賤ヶ岳の戦いで敗北後、前田利長の居城・府中城で前田利家と対面し、先に撤退した利家を責めなかったばかりか、数年来の骨折りを謝して勝家は利家に対し、「おぬしは秀吉と仲が良いのだから、必ず秀吉のもとへ降るのだ。わしの事を思って再び道を誤ってはならぬぞ」と語ったという（『加賀金澤前田家譜』）[33]。しかし利家の基本研究書も史実として触れず、撤退は秀吉に事前に通じて裏切っていたとしており[39]、歴史家・高柳光寿は自家に都合のいいことばかり書いていると批判している[40]。

## 墓所
- 菩提寺は、福井県福井市の西光寺と滋賀県高島市の幡岳寺。ここには当時の位牌も現存している。幡岳とは勝家の号である。

## 家臣・与力
一門衆
- 柴田勝里[注釈 8]
- 柴田勝忠[注釈 9]
- 吉田次兵衛 - 姉婿
- 柴田勝全[注釈 10]

- 柴田勝豊
- 柴田勝敏[注釈 11]
- 柴田勝政 - 佐久間盛次の三男
- 柴田勝春[注釈 12]

- 保田安政（佐久間安政）
- 佐々勝之（佐久間勝之）

家臣
- 毛受勝照
- 毛受茂左衛門
- 毛受勝兵衛
- 中村文荷斎
- 上坂左文（蒲生郷可）
- 坂源次郎（蒲生郷成）
- 三好長勝
- 柴田勝定 - のち明智光秀家臣

- 佐久間十蔵
- 住友政行
- 山路正国
- 山中長俊 - 柴田家家老
- 高山友照 - 客将
- 徳永寿昌 - はじめ柴田勝豊の家臣
- 木下一元 - はじめ柴田勝豊の家臣

- 関盛吉 - はじめ柴田勝豊の家臣（関盛信の子）
- 亀田高綱
- 浅見道西
- 浅見景親
- 安井家清

与力
- 蒲生賢秀
- 永田景弘
- 佐々成政
- 不破光治

- 不破直光
- 金森長近
- 金森可重
- 拝郷家嘉

- 佐久間盛政
- 徳山則秀
- 原長頼
- 前田利家
- 前田利長

## その他
- 1993年（平成5年）、柴田勝家の最期の姿を描いたと伝えられる柴田勝家肖像画の原本の存在が明らかとなった[41]。その後、修復・修復模写され2006年（平成18年）に福井市立郷土歴史博物館で公開された。
- 柴田勝家の生まれ故郷である現在の名古屋市名東区最古の小学校[注釈 13]である名古屋市立猪高小学校の校章は、柴田勝家の家紋をモチーフにしている[注釈 14][43]。

## 関連作品
テレビドラマ
- 太閤記（1965年、NHK大河ドラマ、演：中村歌門）
- 戦国艶物語（1969年、TBS、演：小松方正）
- 国盗り物語（1973年、NHK大河ドラマ、演：宍戸錠）
- 黄金の日日（1978年、NHK大河ドラマ、演：新田昌玄）
- おんな太閤記（1981年、NHK大河ドラマ、演：近藤洋介）
- 徳川家康（1983年、NHK大河ドラマ、演：大山克巳）
- 太閤記（1987年、TBS大型時代劇スペシャル、演：綿引勝彦）
- 徳川家康（1988年、TBS大型時代劇スペシャル、演：久富惟晴）
- 織田信長（1989年、TBS大型時代劇スペシャル、演：成瀬正孝）
- 信長 KING OF ZIPANGU（1992年、NHK大河ドラマ、演：滝田栄）
- 天下を獲った男 豊臣秀吉（1993年、TBS大型時代劇スペシャル、演：高橋悦史）
- 秀吉（1996年、NHK大河ドラマ、演：中尾彬）
- 利家とまつ〜加賀百万石物語〜（2002年、NHK大河ドラマ、演：松平健）
- 太閤記 サルと呼ばれた男（2003年、フジテレビ、演：高橋克実）
- 国盗り物語（2005年、テレビ東京、演：野村将希）
- 功名が辻（2006年、NHK大河ドラマ、演：勝野洋）
- 江〜姫たちの戦国〜（2011年、NHK大河ドラマ、演：大地康雄）
- 女信長（2013年、フジテレビ、演：中村獅童）
- 軍師官兵衛（2014年、NHK大河ドラマ、演：近藤芳正）
- 信長協奏曲（2014年、フジテレビ、演：髙嶋政宏）
- 麒麟がくる（2020年、NHK大河ドラマ、演：安藤政信）
- どうする家康（2023年、NHK大河ドラマ、演：吉原光夫）
- 豊臣兄弟!（2026年予定、NHK大河ドラマ、演：山口馬木也）

映画
- 出世太閤記（1938年、演：市川小文治）
- ホラ吹き太閤記（1964年、演：人見明）
- 清須会議（2013年、演：役所広司）
- 信長協奏曲（2016年、演：髙嶋政宏）

小説
- 吉原実「攻防・金沢御堂」「火宅の門」「鶴の舞う城」（『北國文華』69・75・79号収録）

テレビアニメ
- ねこねこ日本史（Eテレ、声：木内太郎）

舞台
- TEAM NACS ニッポン公演「WARRIOR〜唄い続ける侍ロマン」（2012年、演：森崎博之）